# Ryu Seung-woo
Ryu Seung-woo (17 de dezembro de 1993) é um futebolista profissional sul-coreano que atua como atacante, atualmente defende o Bayer Leverkusen.

## Carreira
Ryu Seung-woo fez parte do elenco da Seleção Sul-Coreana de Futebol nas Olimpíadas de 2016.